# Patti Smith
Patti Smith (născută Patricia Lee Smith la 30 decembrie 1946 la Chicago, Illinois) este o cântăreață, compozitoare și poetă americană.
Smith a influențat nașterea genului punk rock cu albumul de debut Horses lansat în 1975. Numită de către unii "nașa genului Punk", Patti Smith a combinat stilul de poezie beat performance cu stilul garage rock. În textele sale, adolescenții americani au întâlnit pentru prima oară aluzii la poezia franceză a secolului al nouăsprezecelea și în același timp un limbaj "nu prea elegant", prin care Patti sfida era disco.

## Viața și cariera

### 1946–1967: Începutul vieții
Patricia Lee Smith s-a născut în Chicago. A fost fiica lui Beverly Smith, un cântăreț de jazz care a ajuns ospătar și a lui Grant Smith, mașinistă la fabrica Honeywell. Familia a fost parțial de origine Irlandeză și Patti a fost cea mai mare dintre cei 4 copii. La vârsta de 4 ani, familia Smith s-a mutat din Chicago în Germantown, Philadelphia, înainte de a se îndrepta spre Pitman, New Jersey, iar mai târziu spre Grădinile Woodbury, parte din Orașul Deptford, New Jersey.
De la o vârstă fragedă, Patti Smith asculta primele sale discuri, care conțineau piese precum: Shrimp Boats de Harry Belafonte, The Money Tree de Patience și Prudence și Another Side de Bob Dylan. Aceste discuri le-a primit de la mama sa. Smith a absolvit Liceul din Orașul Deptford în 1964 și s-a dus să lucreze într-o fabrică. A dat naștere primului ei copil, o fată, în 26 Aprilie 1967 și a ales s-o plaseze spre adopție. 

### 1967–1973: New York

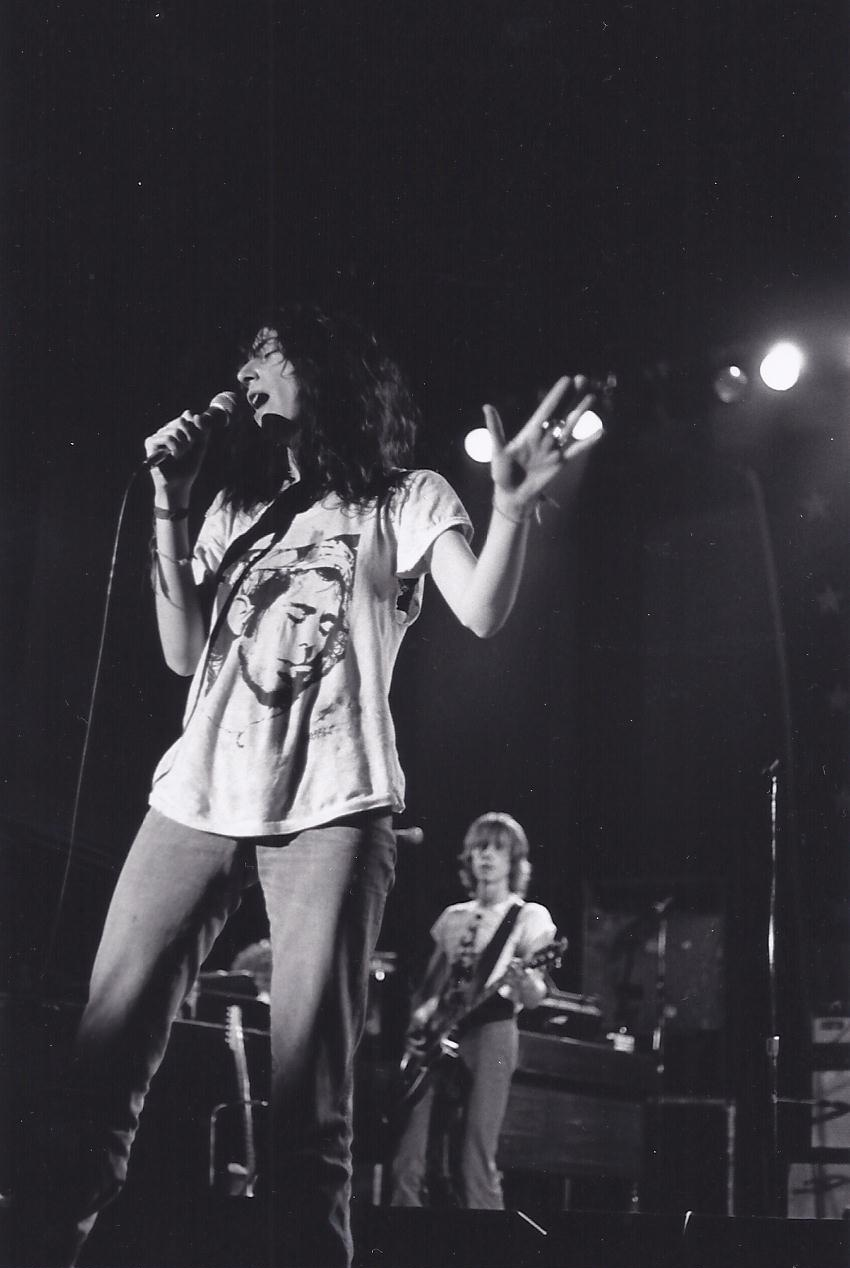
Patti Smith în concert la Universitatea Cornell, 1974

În 1967, Patti a lăsat Colegiul de Stat Glassboro (actual Universitatea Rowan) și s-a mutat în Manhattan, parte din New York. L-a întâlnit pe fotograful Robert Mapplethorpe acolo, în timp ce lucra la o librărie cu o prietenă și poetă, Janet Hamill. Patti și Mapplethorpe, fotograful, au avut o relație romantică intensă. Această relație însă, a fost una tumultoasă, perechea trecând printr-o perioadă mai grea, având de înfruntat sărăcia în repetate rânduri. Mapplethorpe a avut de înfruntat propria sexualitate. Smith îl consideră pe Mapplethorpe unul dintre cei mai importanți oameni din viața ei, iar în cartea sa Just Kids (traducere: Doar Copii) se referă la el prin sintagma ,,artistul vieții mele”. Fotografiile lui Patti făcute de Mapplethorpe au ajuns să fie prefața albumelor Grupului Patti Smith, iar ei au rămas buni prieteni de-a lungul vieții, până la moartea lui Mapplethorpe în 1989. Cartea sa și albumul The Coral Sea (traducere: Marea de Corali) ar fi un omagiu la viața lui Mapplethorpe și Just Kids (traducere: Doar Copii) ar spune povestea relației lor. 
Patti a mers la Paris cu sora ei, în 1969. Acolo a cântat voluntar muzică pe stradă și a făcut artă interpretativă. Când Patti Smith s-a întors la Manhattan, a locuit în Hotel Chelsea împreună cu Mapplethorpe; ei au frecventat Max's Kansas City (un restaurant în care se adunau poeți și cântăreți în special în anii '60-70 în New York) și CBGB (Un club muzical deschis în 1973, în New York). Smith a creat vocalul din piesa muzicală folosită în filmul lui Sandy Daley, intitulat ,,Robert Having His Nipple Pierced” (traducere: Robert avându-și sfârcurile penetrate), în care a apărut Mapplethorne. În același an, Smith a apărut împreună cu Wayne County în piesa lui Jackie Curtis, intitulată ,,Femme Fatale” (traducere: Femeia Fatală). După aceea, Patti a apărut în piesa ”Island” (traducere: Insula) a lui Tonny Ingrassia.
A fost considerată pentru o perioadă scurtă ca fiind cântăreața principală din Blue Öyster Cult (traducere: Cultul Scoicilor Albastre). A contribuit cu versuri pentru mai multe cântece ale acestei formații muzicale, incluzând ,,Debbie Denise” (inspirat de poemul ei ,,In rememorarea lui Debbie Denise”), ,,Baby Ice Dog” (traducere: Puiuț de câine de gheață), ,,Career of Evil” (traducere: Cariera Răului), ,,Fire of Unknown Origin" (traducere: Foc de origine necunoscută), ,,The Revenge of Vera Gemini" (traducere: Răzbunarea lui Vera Gemini - în care Patti face un scurt duet vocal) și ,,Shooting Shark”. A fost implicată romantic la acea vreme cu Allen Lanier, clăparul trupei. În timpul acestor ani, Smith a scris articole jurnalistice cu privire la rock, unele dintre ele fiind publicate în reviste precum Rolling Stone și Creem.

### 1980–1995: Mariajul
Înainte de apariția albumului Wave, Smith, acum separată de partenerul său de lungă durată, Allen Lanier, l-a cunoscut pe Fred ,,Sonic” Smith, fost chitarist pentru trupa rock Detroit MC5 și propria trupă Sonic Rendezvous, care a îndrăgit poezia la fel de mult ca ea. Gluma care circula în acea vreme era că, Patti s-a măritat cu Fred, doar pentru faptul că n-a fost nevoie să-și schimbe numele. Patti și Fred au avut împreuna un fiu, Jackson, născut în 1982, care s-a însurat ulterior cu Meg White în 2009, toboșar la The White Stripes și o fiică, Jesse, născută în 1987.
Majoritatea anilor '80, Smith s-a retras partial din muzică, locuind cu familia sa în nordul orașului Detroit. În Iunie 1988, Patti a lansat albumul Dream of Life (traducere: Visează despre viață), care a inclus cântecul ,,People Have the Power” (traducere: Oamenii au puterea). Fred Smith a murit pe data de 4 Noiembrie 1994 din cauza unui atac de cord. La scurt timp după, Patti a trebuit să facă față morții fratelui ei, Todd. 
Când fiul ei Jackson a împlinit 14 ani, Patti Smith a decis să se mute înapoi la New York. Dupa impactul acestor morți, prietenii ei Michael Stipe și Allen Ginsberg (pe care îl știa din anii de început din New York) au împins-o să se întoarcă înapoi pe drum. A făcut un scurt tur muzical cu Bob Dylan în Decembrie 1995.

## Discografie
| Albume de studio - Horses (1975) - Radio Ethiopia (1976) - Easter (1978) - Wave (1979) - Dream of Life (1988) - Gone Again (1996) - Peace and Noise (1997) - Gung Ho (2000) - Trampin' (2004) - Twelve (2007) | Albume live, Compilații - Hey Joe / Radio Ethiopia (1977) - Set Free (1978) - The Patti Smith Masters (1996) - Land (2002) - Horses/Horses (2005) - iTunes Originals (2008) |

## Cărți
- Seventh Heaven (1972)
- Witt (1973)
- Babel (1978)
- Woolgathering (1992)
- Early Work (1994)
- The Coral Sea (1996)
- Patti Smith Complete (1998)
- Strange Messenger (2003)
- Auguries of Innocence (2005)